# Síndrome de Björnstad
El síndrome de Björnstad es una rara enfermedad congénita en la que se asocian diferentes anomalías. Los síntomas principales son sordera neurosensorial y calvicie más o menos extensa que está originada por una alteración en el desarrollo del cabello llamada pili torti, la cual hace que el pelo sea muy frágil y se rompa con facilidad. 
Este trastorno se hereda según un patrón autosómico recesivo, se debe a una mutación en el gen BCS1L situado en el cromosoma 2. Fue descrito por primera vez en  Oslo, en el año 1965 por el profesor Roar Theodor Bjørnstad (1908–2002). B. F. Crandall en 1973 describió un trastorno muy similar que recibe el nombre de síndrome de Crandall. 